# RFA Sir Lancelot (L3029)
El RFA Sir Lancelot (L3029) fue un buque logístico de desembarco clase Round Table de la Marina Real británica.

## Historia
Fue botado por Fairfield Shipbuilding and Engineering Company el 25 de junio de 1963. Desplazaba 5674 t a plena carga. Tenía una eslora de 125,1 m, una manga de 19,6 m y un calado de 4,3 m. Marchaba a 17 nudos gracias a sus dos motores diésel de 9400 bhp de potencia.
Cargaba entre 340 y 534 tropas y operaba con helicópteros. Normalmente, cargaba un par de cañones de 40 mm de calibre.
El RFA Sir Lancelot participó de la guerra de las Malvinas bajo el mando del capitán C. A. Purtcher-Wydenbruck. Cargó tres helicópteros de la 3 Commando Brigade Air Squadron y zarpó desde Marchwood. En las Malvinas, apoyó el desembarco en la bahía San Carlos; fue averiado el 24 de mayo de 1982 por una bomba que no explotó. Terminado el conflicto, abandonó las islas en julio.
Causó baja en 1989; y fue vendido a un particular en Sudáfrica. En 1994, Singapur compró el buque y lo nombró Perseverance. Causó baja en 2003 siendo vendido a otro particular. Finalmente, en 2008, el buque fue desguazado.